# دقيوس ومقيوس
دقيوس ومقيوس هو مسلسل تلفزيوني كوميدي جزائري عُرض لأول مرة في رمضان 1439 هـ (2018) على شاشة الشروق تي في.

## قصة مسلسل
في إطار كوميدي ساخر، تروي السلسلة مغامرات دقيوس ومقيوس، جنديين في صفوف الجيش الوطني خلال فترة الاستعمار الفرنسي. بأسلوب يجمع بين الضحك والسخرية، تعكس الأحداث المتاعب اليومية التي يواجهها الشعب الجزائري، وسط مواقف طريفة تعكس التحديات، الصراعات، وروح المقاومة في تلك الحقبة الصعبة.

## الممثلون
البطولة
- نبيل عسلي
- نسيم حدوش
- شرف بن دواد
- محمد شايد

وعدة نجوم وممثلين جزائريين